# Trecén

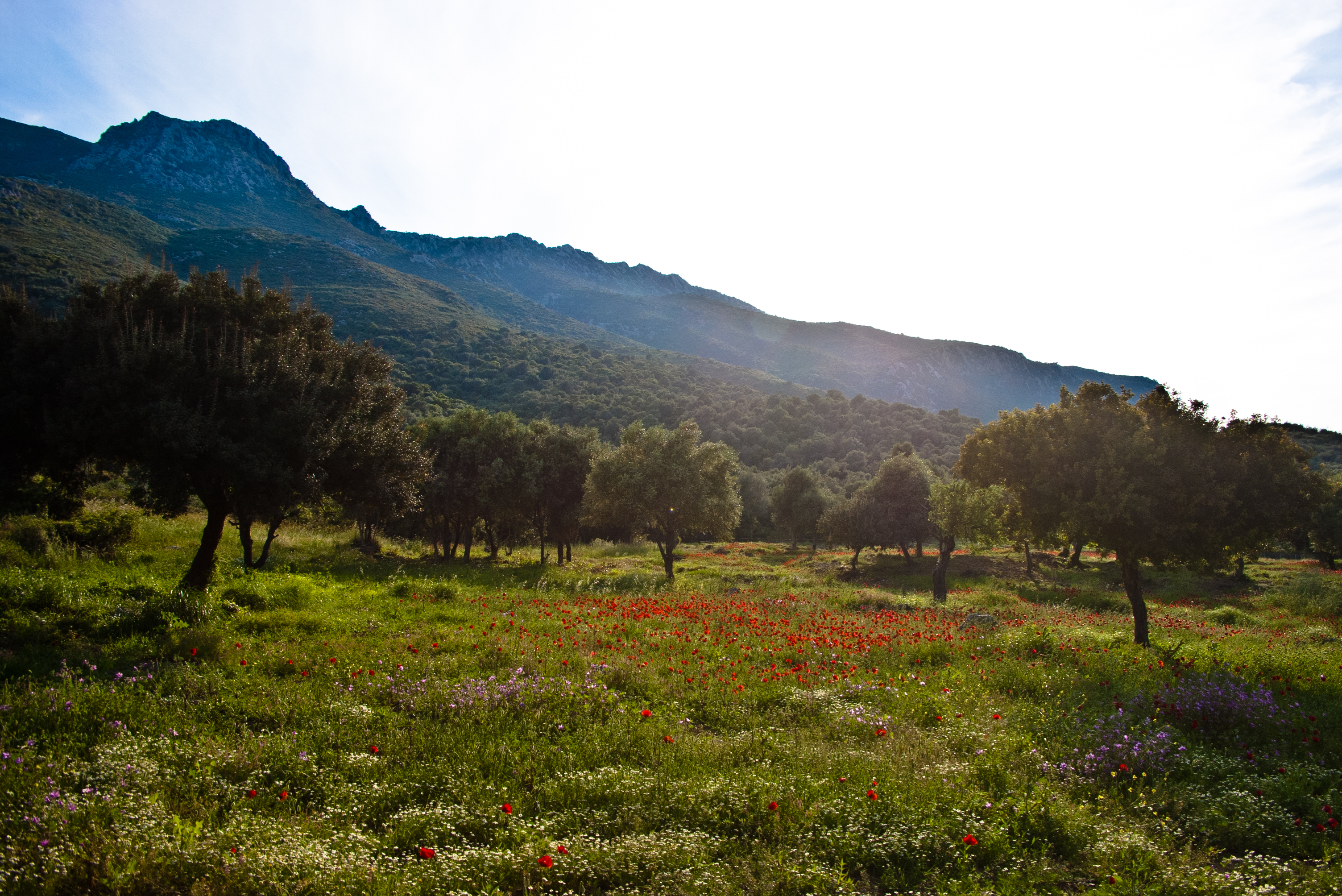

El municipio de Trizinia-Metana.

Trecén o Trizina (en griego: Τροιζήν o Τροιζήνα) es un pueblo del Peloponeso situado al norte del golfo Argólico que antes se había llamado Damala. Pertenece al municipio de Trizinia-Metana, a la unidad periférica de Islas y a la periferia del Ática. En el año 2011 el pueblo contaba con 673 habitantes y el municipio tenía 7143.
En la Antigüedad, Trecén, que pertenecía a la Argólida, era una ciudad importante que participó en numerosos eventos históricos y que la mitología consideraba como la ciudad natal de Teseo.

## Trecén en la mitología
La leyenda dice que el país se llamaba Orea porque el primer rey de allí se había llamado Oros y después Altepia, derivado del rey Altepo, hijo de Poseidón y de Leida (hija de Oros). Poseidón y Atenea lucharon por la posesión de la ciudad, pero por mediación de Zeus finalmente acordaron ser guardianes conjuntos del territorio; un tridente y una cabeza de Atenea aparecen en las monedas antiguas de la ciudad. A Altepo le sucedió Sarón, que construyó un templo dedicado a Artemisa cerca del mar, en una zona pantanosa llamada laguna Psifea, pero más tarde, cuando fue enterrado allí Sarón, tomó el nombre de Sarónica.
Otros reyes de Trecén fueron Hiperes y Antas que fundaron las ciudades de Hiperea y de Antea. Aetio, hijo de Hiperes, heredó el reino de su padre y de su tío y llamó a una de sus ciudades Poseidoniada. Durante su reinado, Trecén y Piteo, que son llamados hijos de Pélope, y eran probablemente príncipes aqueos, se establecieron en la región y se repartieron el poder con Aetio, pero finalmente los nuevos llegados eliminaron la antigua dinastía y originaron la de los Pelópidas. Cuando murió Trecén, Piteo unió los dos establecimientos en una sola ciudad de nombre Trecén en honor a su hermano. Piteo fue el abuelo de Teseo, pero su hija Etra y el gran héroe ateniense nacieron y crecieron en Trecén, aunque a quien se rendían especiales honores en un recinto sagrado era al hijo de este, Hipólito. Dos importantes demos del Ática derivaron el su nombre de dos hijos de Trecén: Anaflisto y Esfeto.
Esteban de Bizancio menciona otros nombres antiguos de la ciudad: Afrodisias, Saronia, Posidonia, Apolonia y Antanis. Estrabón dice que se llamó Posidonia porque había estado consagrada a Poseidón. Plutarco también destaca la importancia que en Trecén se daba al culto a Poseidón.
Trecén aparece en el catálogo de las naves de la Ilíada formando parte de los territorios acaudillados por Diomedes que tomaron parte en la guerra de Troya.

## Historia

Mapa con algunas de las principales ciudades de la antigua Argólida donde se aprecia la ubicación de Trecén al norte del golfo Argólico

### Épocas arcaica y clásica
Después del 1200 a. C., se estableció en Trecén una colonia de dorios de Argos que fue bien recibida por los antiguos habitantes que eran mayoritarios. Más tarde se independizó y llegó a ser un poderoso estado marítimo que fundó las colonias de Halicarnaso y Mindo en Caria. También participó junto con los aqueos en la fundación de Síbaris en la Magna Grecia pero, según relata Aristóteles, los aqueos, que eran más numerosos, expulsaron a los trecenios de Síbaris y estos decidieron fundar Posidonia.
Después de la batalla de las Termópilas, el puerto de Trecén fue sede de la concentración de la flota griega y cuando los atenienses se retiraron del Ática ante el avance de Jerjes I, se refugiaron en Trecén. Trecén envió 5 trirremes a Artemisio y Salamina, 1000 hombres a la batalla de Platea, y otras tropas que lucharon también en la batalla de Mícala.
Después de las guerras médicas, la alianza con Atenas continuó hasta el 455 a. C. y Atenas tuvo allí una guarnición. Con la paz del 455 a. C., Atenas hubo de entregar Trecén.
En el año 435 a. C. Trecén apoyó a Corinto en su expedición contra Corcira con dos naves. Al estallar la guerra del Peloponeso, Trecén se alió con Esparta y su territorio fue saqueado en dos ocasiones por la flota ateniense, y en otra ocasión más realizada por los atenienses conjuntamente con tropas de Argos.
En la llamada guerra de Corinto, en 394 a. C., Trecén estuvo también al lado de los lacedemonios; y en el año 373 a. C. vuelve a aparecer al lado de Esparta contra Atenas.

### Periodo helenístico
Durante el dominio macedonio, Trecén permaneció como estado independiente, pero sometido a la política del reino macedonio. Tras la muerte de Alejandro Magno, Trecén fue una de las ciudades que se rebeló contra el dominio macedonio, sin éxito en esa ocasión.
En 303 a. C., Demetrio Poliorcetes le devolvió la libertad juntamente con Argos, pero después volvió a caer en manos de Macedonia hasta que en 278 a. C. fue ocupada por el espartano Cleónimo, pero pasó otra vez a Macedonia. Arato la incorporó a la Liga Aquea después de liberar Corinto. En la guerra entre la Liga y Esparta, Trecén fue ocupada por Cleómenes III en 223 a. C., pero después de que fuera derrotado en Selasia en 221 a. C. volvió a los aqueos.

### Periodos romano y bizantino
Pasó a Roma en el 145 a. C., y en tiempos de Estrabón era una ciudad importante. En el siglo II se mencionan sus numerosos edificios públicos en el relato de Pausanias. Este escritor da como principales monumentos el ágora, el sagrado recinto de Hipólito, y el recinto de la acrópolis. También acuñó moneda propia. En la época bizantina perteneció al tema de Hélade. Por otra parte, al este de la antigua Trecén se construyó un nuevo asentamiento, y adquirió el nombre de Damala.

### De la Edad Media a la guerra de independencia de Grecia
En el año 888 Damala se convirtió en sede epicopal. En 1204 fue ocupada por los francos de la Baronía de Veligosti; en 1212, pasó a pertenecer al Ducado de Atenas y en 1414 fueron los venecianos quienes pasaron a ocupar la zona hasta la llegada de los turcos en 1485. Allí tuvo lugar, en 1827, la Tercera Asamblea nacional griega después de la guerra de independencia de Grecia, que había liberado la zona del dominio otomano en 1821.

## Descripción de Pausanias

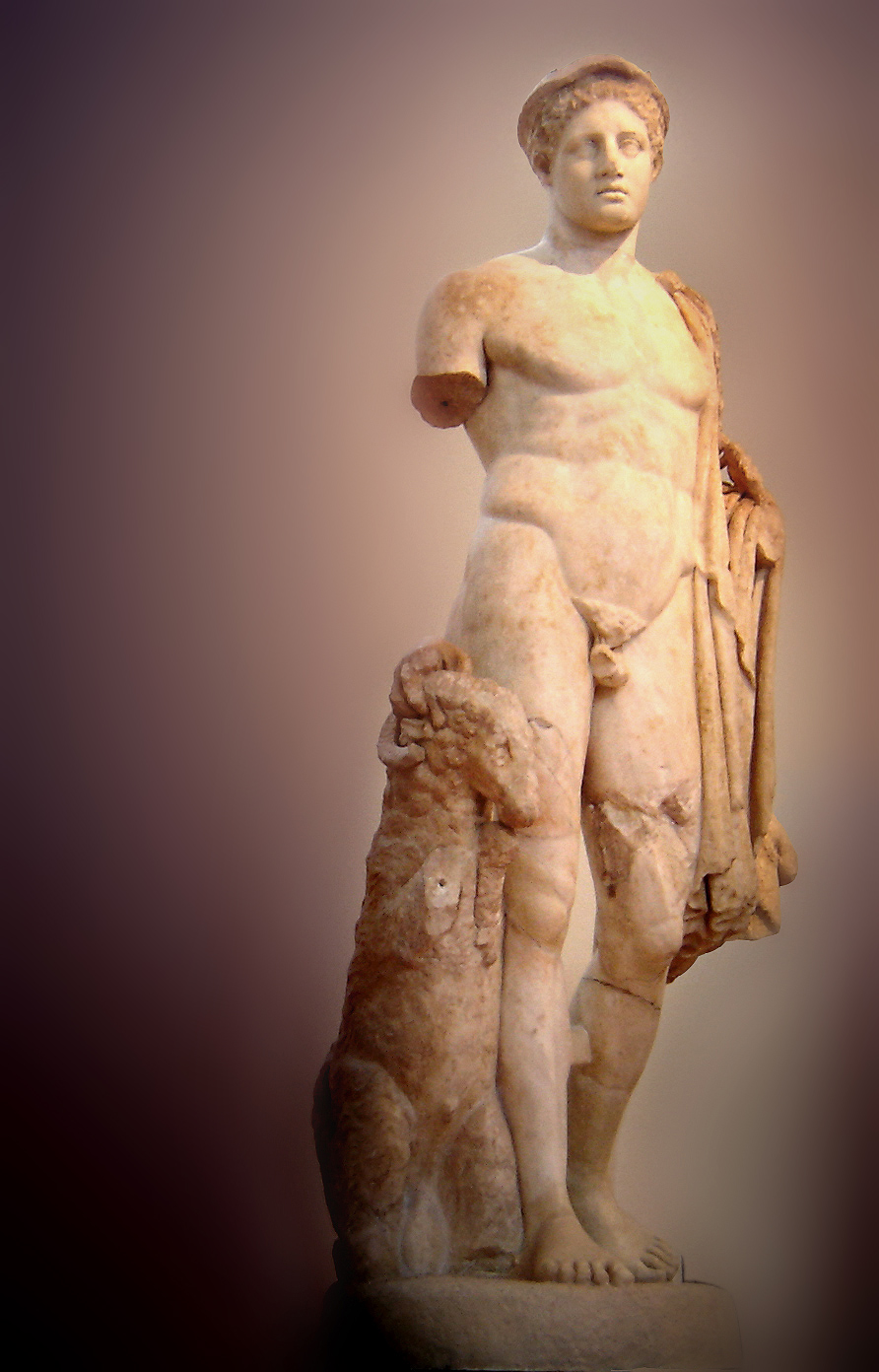
Estatua de Hermes hallada en las excavaciones de la Escuela Francesa de Atenas en Trecén. Se encuentra en el Museo Arqueológico Nacional de Atenas.

En el centro del ágora estaba el templo de Artemisa supuestamente construido por Teseo, y detrás el monumento de Piteo, fundador de la ciudad; no lejos del templo de las Musas, fundado por Ardalos hijo de Hefesto.
El teatro tenía al lado otro templo de Artemisa (Artemisa Licea) fundado por Hipólito; detrás de la piedra en la que Orestes fue purificado por nueve habitantes de Trecén y la tienda donde Orestes se refugió antes de expiar. Cerca había unas aras dedicadas a Dioniso Saotes, Temis y Helios Eleutero. También estaba el santuario de Apolo Teario.
El agua era llevada de la fuente sagrada de Hipocrene; en los alrededores estaba la estatua de Hermes Poligio y un olivo silvestre, y el templo de Zeus Sóter, supuestamente construido por Aetio, rey mítico de la ciudad.
El recinto de Hipólito tenía un santuario dedicado a Diomedes; además del templo de Hipólito tenía un templo dedicado a Apolo Epibaterio; también había un estadio y encima de él se hallaba el templo de Afrodita Calascopia; en los alrededores estaban la tumba de Fedra, el monumento de Hipólito, la casa del héroe, y la fuente llamada Herculana.
La acrópolis estaba coronada por el templo de Atenea Esteniada; junto a la montaña estaba el santuario de Pan Literio; también el templo de Isis y el templo de Afrodita Acrea, construido por los halicarnasios.

## Características de la ciudad antigua

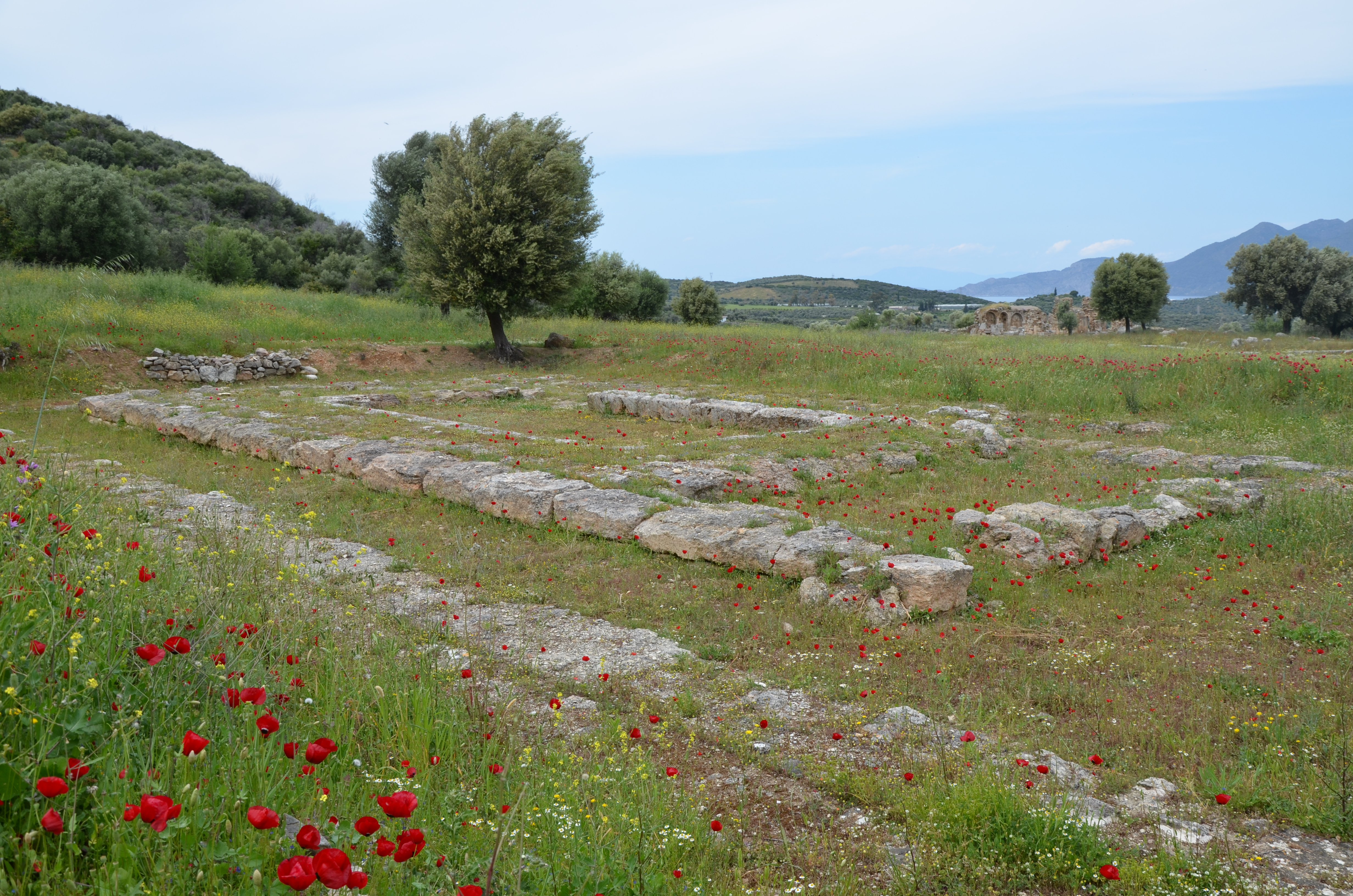
Restos del templo de Hipólito de la antigua Trecén.

Trecén se ubicaba cerca de la costa, en una llanura fértil. Su territorio, que era conocido como Trecenia, estaba rodeado al oeste por el de Epidauro, al suroeste por el de Hermíone; y al norte, este y sureste por el mar. La llanura enfrente del mar formaba la parte esencial del territorio, que estaba limitado al sur por unas montañas que acababan en los cabos Escileo y Bucéfala, los puntos más orientales del Peloponeso. Al lado del promontorio de Escileo estaba una gran bahía de nombre Pogón, con la isla de Calauria enfrente, donde se hallaba el puerto de la ciudad, llamado asimismo Pogón y que Pausanias sitúa en un lugar llamado Celénderis. La península de Metana pertenecía a Trecén y estaba unida a la costa por un estrecho istmo. Además de la isla de Calauria estaba también la de Esferia, más tarde Hiera; las dos islas se unieron en época moderna a tierra por una lengua de arena.
El río junto al cual estaba la ciudad es el actual Potamni y era antiguamente el Taurio y más tarde Hílico. Una fuente llamada Crisoroa abastecía a la ciudad incluso en los periodos de sequía.
En Trecén están ambientadas las tragedias Hipólito, de Eurípides, y Fedra, de Jean Racine.

## Arqueología
El sitio de la antigua Trecén fue excavado a partir de 1890 por la Escuela Francesa de Atenas. Muchos de los hallazgos se exhiben en el Museo Arqueológico de Poros y en diversos museos de Atenas. 
Las ruinas que se conservan son bastante exiguas en relación con la importancia de la ciudad puesto que muchos edificios se destruyeron y sus restos se usaron para construcciones posteriores. En la llanura se conservan las ruinas de antiguas iglesias, que probablemente fueron antes templos. La acrópolis fue transformada y utilizada como fortaleza por los francos. Se conservan restos de muros que rodeaban la acrópolis en el siglo III a. C. También se conservan dos torres cuadradas. Por otra parte, cerca de una de las torres se halla un edificio romano identificado con el santuario de las musas. Los restos del mercado están en la ladera de la acrópolis, mientras también se conservan los restos del templo de Hipólito, fuera de las murallas y del templo de Asclepio, al noroeste. Del templo de Afrodita, así como del de Isis, que estaban juntos, quedan algunos restos.
Un destacado hallazgo fue el denominado Decreto de Temístocles, que se encuentra en el Museo Epigráfico de Atenas. 
Por otra parte, las tumbas micénicas halladas en Apatia y en Megali Magoula han sido relacionadas por la arqueóloga griega Eleni Konsolaki con el asentamiento que ocupaba Trecén en la época micénica.